# جسیکا برونگو
جسیکا برونگو (انگلیسی: Jessica Brungo؛ زادهٔ ۱۶ آوریل ۱۹۸۲) بازیکن بسکتبال اهل ایالات متحده آمریکا است.